# Sima (achternaam)
Sima is een Chinese achternaam en staat op de driehonderdveertiende plaats van de Baijiaxing. Deze achternaam is een van de weinige meerkaraktersachternamen.
- Vietnamees: Tư Mã
- Koreaans: Sa Ma (사마)

## Oorsprong
Tijdens het bewind van koning Xuan (827-782 v.Chr.) van de Zhou-dynastie kregen hoge ambtenaren een nieuw achternaam, namelijk de achternaam Sima.
De achternaam die de Sima's ervoor hadden waren onder andere:
- Xu 许
- Hao 郝
- Mo 冒
- Ci 赐

## Nederland
De Nederlandse Familienamenbank geeft de volgende statistieken weer:
| familienaam | aantal in 1947 | aantal in 2007 |
| ----------- | -------------- | -------------- |
| Sima        | 0              | <5             |

## Beroemde mensen met de achternaam Sima
- Sima Ai
- Sima Guang
- Sima Qian
- Sima Rangju
- Sima Shi
- Sima Tan
- Sima Xiangru
- Sima Yan
- Sima Yi
- Sima Zhao
- Sima Zhen
- heersersfamilie van de Jin-dynastie (265-420)